# Helbert Samalvides
Helbert Gáspar Samalvides Dongo (Camaná, 30 de octubre de 1943) es un biólogo, empresario y político peruano. Fue congresista de la república por la región Arequipa durante dos periodos consecutivos y alcalde de la provincia de Camaná desde 1990 hasta 1994.

## Biografía
Helbert Samalvides nació el día 30 de octubre del año 1943 en Camaná, ciudad ubicada en la región Arequipa.
Desarrolló sus estudios primarios y secundarios en el Colegio Nacional Sebastián Barranca. Luego se especializó en Ciencias Biológicas en la Universidad Nacional de San Antonio Abad de la región del Cusco.
Se ha desempeñado como empresario agroindustrial en Camaná. Trabajó en el Hotel de Turistas y algunas emisoras de radio en provincias.
Entre 1961 y 1966 laboró en una sucursal bancaria en la ciudad del Cusco.
Presidió el Comité de Productores de Arroz de Camaná y fue titular del Comité de Organización de la Caja Rural del Sur y miembro de la Junta Empresarial de Sedapar.

## Carrera política
Como político incursionó cuando en el año 1980 fue elegido como regidor municipal de la provincia de Camaná para el periodo 1981-1983.

### Alcalde de Camaná
En el año 1986 intentó sin éxito ser elegido como alcalde de la provincia de Camaná. Sin embargo en el año 1989 logró salir elegido por las filas de Izquierda Unida, siendo miembro del Partido Unificado Mariateguista (PUM). En 1993 fue reelegido como alcalde en calidad de independiente para una segunda gestión.
Como alcalde tuvo varios cuestionamientos debido a las denuncias por sobrevaloración en obras de infraestructuras. Asimismo, se le cuestionó el aumento de sus ingresos monetarios, hecho que generó su expulsión de Izquierda Unida.

### Congresista de la República
En el año 1994, Helbert Samalvides decidió dejar la alcaldía de Camaná para luego participar en las elecciones generales del año 1995 como candidato al Congreso de la República por Cambio 90 - Nueva Mayoría, alianza oficialista del gobierno de Alberto Fujimori. Samalvides logró salir electo como congresista representante de la región Arequipa y fue juramentado para el periodo parlamentario 1995-2000.
Como congresista fue presidente de la Comisión de Trabajo, secretario de la Comisión de Justicia y miembro de la Comisión Agraria.
Al culminar su gestión, Samalvides decidió ir a la reelección como congresista en las elecciones del año 2000. Durante la contienda electoral, Samalvides era únicamente destacado como candidato de la alianza Perú 2000 a pesar de los demás candidatos Rubén Terán Adriazola y Víctor Fernández Bustinza. En todas las calles principales de Camaná estaban repletas con propagandas electorales de la candidatura de Samalvides. También se denunció que su emisora radial le hacía propaganda todo el día y que amenazaba a periodistas de otras emisoras radiales por entrevistar a otros candidatos arequipeños.
Finalmente y pese a los cuestionamientos, Helbert Samalvides fue reelegido como congresista y juramentó para el periodo parlamentario 1995-2000. Sin embargo, su cargo tuvo que ser reducido hasta el 28 de julio del 2001 tras la renuncia y vacancia presidencial de Alberto Fujimori por su fuga hacia Japón tras la difusión de los Vladivideos.

## Controversias
En el año 2002, Helbert Samalvides fue denunciado por la Contraloría por malversación de fondos durante su segunda gestión como alcalde la provincia de Camaná. Dicho caso fue llevado hasta el año 2010 en el que permaneció intervenido por la Sala Superior Mixta de Camaná.
En octubre del 2023, Samalvides fue denunciado por los accionistas de la empresa azucarera Chucarapi de querer desaparecer su empresa debido a sus intenciones de la venta de terrenos del lugar.